# Chapelle de la Sainte-Trinité de Siersthal
Pour les articles homonymes, voir Chapelle de la Trinité.
La chapelle de la Sainte-Trinité se situe dans l'écart de Frohmühl, dans la commune de Siersthal et le département de la Moselle.

## Histoire
On ne sait ni quand ni par qui la chapelle a été érigée. Elle ne peut cependant être antérieure à 1550. Le dernier comte de Deux-Ponts-Bitche, Jacques, fait construire à la Frohmühl un moulin banal (Fron-Mühle), vers le milieu du XVIe siècle. À la même époque est créé le village de Holbach par des verriers venus d'Allemagne, qui y ont installé une verrerie ambulante (Stützenhütte). On peut supposer que la présence du moulin a attiré des gens qui ont construit quelques chaumières et peut-être la chapelle.
La première mention de la chapelle est faite par l'abbé Philippus Breunig, curé de Siersthal qui, dans le registre paroissial inscrit le 1er février 1706 le mariage de Georgius Lupiac de Hottviller et de Magdalena Bari de Holbach in Capella Sancta Trinitatis ex Fronmühl". En 1731, l'abbé Nicolas Lang inscrit le 30 août le décès d'une veuve Lang demeurant "prope sacellum Sancta Trinitatis prope molendinum Fronmühl. Le "Pouillé des Bénédictins"de 1760 mentionne pour la première fois l'écart de Fronmühl et ajoute la présence d'une chapelle et d'un moulin autour duquel s'est formé le hameau du même nom. Cela explique l'existence d'une chapelle de la Sainte Trinité où l'on célébrait les mariages de Hottviller et de Holbach en 1706. Il ne semble pas qu'il y avait un cimetière. Les gens étaient inhumés à Siersthal. En 1817, monsieur Viville, dans son "Dictionnaire du Département de la Moselle" note "Frohmühl ou Fronmühl, chapelle, moulin et hameau sur la Schwalb, près de Siersthal, annexe de cette mairie".
Voilà tout ce qui est connu de l'histoire de cette chapelle. Mais peut-être découvrira-t-on un jour dans la chapelle une date incrustée dans la maçonnerie aujourd'hui cachée. Il demeure une vieille tradition observée par les curés de Siersthal de célébrer une messe par an dans la chapelle, le jeudi suivant la fête de la Sainte Trinité.